# Prorastomus
Prorastomus – rodzaj wczesnego brzegowca z rodziny Prorastomidae. Żył w środkowym eocenie na terenie dzisiejszej Jamajki. Jest najwcześniejszym i najbardziej bazalnym znanym przedstawicielem całego rzędu, wykazuje jednak pewne cechy wyspecjalizowane odróżniające go od innych syren. Osiągał rozmiary zbliżone do współczesnej świni domowej. Miał dobrze rozwinięte cztery kończyny. Był zwierzęciem ziemnowodnym, jednak większość czasu spędzał prawdopodobnie w wodzie. Zasiedlał nadmorskie rzeki i zatoki. Przypuszczalnie żywił się głównie roślinami unoszącymi się na wodzie i wynurzającymi się znad tafli oraz, w mniejszym stopniu, brunatnicami. Wzór zębowy wynosił 3153, podobnie jak u innych eoceńskich syren. Gatunek typowy rodzaju, Prorastomus sirenoides, został opisany w 1855 przez Richarda Owena.